# McGraths Hill, New South Wales
McGraths Hill este o suburbie în Sydney, Australia.